# لیتل سینت جیمز، جزایر ویرجین ایالات متحده آمریکا

لیتل سینت جیمز کوچک‌ترین جزیره از دو جزیره در جنوب شرقی nr. 2 سنت توماس

لیتل سینت جیمز (به انگلیسی: Little Saint James) یک جزیره خصوصی کوچک در جزایر ویرجین ایالات متحده آمریکا، واقع در جنوب شرقی جزیره همسایه گریت سینت جیمز است، که هر دو در سواحل جنوبی جزیره بزرگتر سینت تامس . قرار دارند و متعلق به منطقه فرعی ایست اند، سینت تامس هستند. این جزیره ۷۰ تا ۷۸ جریب فرنگی (۲۸ تا ۳۲ هکتاری) از سال ۱۹۹۸ تا زمان مرگ جفری اپستین در سال ۲۰۱۹ متعلق به این مجرم آمریکایی محکوم شده به جرایم جنسی با کودکان بود. در زمان مالکیت اپستین، این جزیره نام‌های مستعار محلی مانند «جزیره اپستین»، «جزیره گناه» و «جزیره بچه بازان» را به دست آورد.

## بازدید کنندگان
مدل‌های ویکتوریا سیکرت از جمله مهمانانی بودند که یک کارمند سابق آن در آنجا آنها را دیده بود و میلیاردر لس وکسنر حداقل یک بار از این جزیره بازدید کرد. شاهزاده اندرو، دوک یورک حداقل یک بار با جت شخصی اپستین از جزیره بازدید کرد، اگرچه خدمه سابق گفتند که او چندین بار از لیتل سینت جیمز دیدن کرده‌است.
گزارش شده‌است که بیل کلینتون در موارد متعدد بین ۲۰۰۲ و ۲۰۰۵ از جت شخصی اپستین برای بازدید از لیتل سنیت جیمز استفاده کرده‌است. ویرجینیا رابرتس، که بعدها ویرجینیا جوفری نام گرفت، در یک دادخواست بیان می‌کند که در حین کار در استراحتگاه مار-ئه-لاگو دونالد ترامپ، به یک حلقه قاچاق جنسی که توسط اپستین اداره می‌شود، اغوا شد و در حین سفر با اپستین، کلینتون را در جزیره دید. رابرتس در گفتگو با وکلای خود در سال ۲۰۱۱ گفت که کلینتون در سال درخواست قانون آزادی اطلاعات برای سوابق سرویس مخفی ایالات متحده در مورد بازدیدهایی که کلینتون از لیتل سینت جیمز انجام داده‌است، چنین شواهدی را نشان نداد. طبق گزارش‌های پرواز اپستین، کلینتون هرگز در نزدیکی جزایر ویرجین ایالات متحده پرواز نکرد. در ژوئیه ۲۰۱۹، سخنگوی کلینتون بیانیه ای صادر کرد و گفت که کلینتون هرگز از جزیره دیدن نکرده‌است.
دیوید کاپرفیلد، سه ماه پس از ملاقات با او در سال ۱۹۹۳، از کلودیا شیفر در سنت جیمز کوچک خواستگاری کرد
جس استالی، رئیس سابق بارکلیز، در سال ۲۰۱۵ از این جزیره بازدید کرد